# Pokémon Home
Pokémon Home est à la fois une application mobile gratuite et un jeu Nintendo Switch développé par ILCA et édité par The Pokémon Company, qui fait partie de la série Pokémon, et est sortie en février 2020. Sa fonction principale est de fournir un système de stockage de Pokémon. Pokémon Home remplace donc le « Global Trading System » (GTS) qui n'est pas apparu dans Pokémon Épée et Bouclier. Il est également possible de transférer des Pokémon venant de Pokémon Bank, ainsi que ceux venant de Pokémon Go .

## Synopsis
Pokémon Home a deux versions différentes; la version Nintendo Switch et la version mobile. Les deux versions sont liées via un compte Nintendo et il existe à la fois un forfait de base gratuit et un forfait premium payant. Tous les utilisateurs des deux versions peuvent également accéder à un Pokédex national qui se met à jour au fur et à mesure que les Pokémon sont déposés dans Pokémon Home.  Si un utilisateur termine ce Pokédex, il reçoit un Magearna Pokéball spécial en récompense. Le forfait Premium permet aux utilisateurs de transférer des Pokémon de Pokémon Bank vers les boîtes de Home en utilisant les deux versions, bien qu'il s'agisse d'un transfert à sens unique, et également d'afficher les « Individual Values (IV) » d'un Pokémon,. Les utilisateurs des deux versions peuvent transférer de manière unidirectionnelle des Pokémon de Pokémon Go vers Pokémon Home sans avoir besoin d'un forfait Premium.

### Fonctionnalités exclusives de la version Nintendo Switch
Avec le forfait de base, les utilisateurs peuvent accéder à une seule boite, où ils peuvent placer jusqu'à 30 Pokémon. Ils peuvent utiliser cette boîte pour déposer des Pokémon de Pokémon : Let's Go Pikachu ! et Let's Go Évoli ! ainsi que Pokémon Épée et Pokémon Bouclier . Cependant, les utilisateurs ne peuvent pas transférer des  Pokémon de Epee et Bouclier vers les jeux Let's Go, et ne peuvent pas déposer de Pokémon dans les jeux Let's Go s'ils ont déjà été déplacés vers Epée et Bouclier . Les utilisateurs peuvent déplacer librement des Pokémon dans les Pokédex régionaux d'Epée et Bouclier, L'île Solitaire de l'Armure ou Les terres enneigées de la couronne entre Pokémon Home et Pokémon Epée et Bouclier . En déposant des Pokémon dans Home, les utilisateurs gagnent des points Home. Ils peuvent transférer ces points vers Epée et Bouclier pour des Points de Combat, chaque 30 points Home représentant 1 Point de Combat.
Avec un forfait Premium, les utilisateurs peuvent accéder à un total de 200 boîtes, capables de stocker jusqu'à 6000 Pokémon.

### Fonctionnalités exclusives à la version mobile
Les utilisateurs de l'application mobile Pokémon Home peuvent voir les Pokémon déposés sur la version Nintendo Switch, mais ne peuvent pas transférer ces Pokémon hors de Pokémon Home.
Avec la version mobile, les utilisateurs peuvent échanger des Pokémon avec d'autres personnes en utilisant plusieurs fonctionnalités différentes. La « Boîte Miracle » permet aux utilisateurs d'échanger des Pokémon et de recevoir en retour un Pokémon d'un autre utilisateur choisi aléatoirement. Jusqu'à trois Pokémon peuvent être dans la Boîte Miracle en même temps avec le forfait de base. Les utilisateurs peuvent également accéder au "Global Trading System" (GTS), où d'autres utilisateurs déposent des Pokémon à échanger en échange d'autres Pokémon. Un seul Pokémon peut être déposé avec le forfait de base. Les utilisateurs peuvent également rechercher des Pokémon sur le GTS, en utilisant des fonctions de recherche telles que le niveau, le type, s'ils ont le Pokémon que l'offrant veut et si l'offrant veut un Pokémon légendaire/mythique. Enfin, les utilisateurs peuvent participer à des « échanges d'amis » avec des utilisateurs enregistrés en tant qu'amis via un code d'amis, agissant de la même manière que les Echanges dans Pokémon Epée et Bouclier.
Les utilisateurs de la version mobile de Pokémon Home peuvent également recevoir des cadeaux mystères, ainsi que la possibilité de vérifier leur données de combat de leur jeux Epée et Bouclier et de consulter les actualités Pokémon.
Le forfait Premium permet aux utilisateurs de placer jusqu'à dix Pokémon dans la Boîte Miracle, trois Pokémon dans le GTS et de créer des salles d'échange.